# Viggianello (Franciaország)
Viggianello település Franciaországban, Corse-du-Sud megyében. Lakosainak száma 890 fő (2022. január 1.). Viggianello Arbellara, Fozzano, Olmeto, Propriano és Sartène községekkel határos.

## Népesség
A település népessége az elmúlt években az alábbi módon változott:
| Lakosok száma | 190  | 274  | 365  | 547  | 685  | 725  | 814  | 846  | 854  | 890  |
|               | 1968 | 1982 | 1990 | 2006 | 2013 | 2015 | 2017 | 2019 | 2020 | 2022 |